# Linden (Indiana)
Linden és una població dels Estats Units a l'estat d'Indiana. Segons el cens del 2000 tenia 700 habitants.

## Demografia
Segons el cens del 2000, Linden tenia 700 habitants, 302 habitatges, i 202 famílies. La densitat de població era de 1.039,5 habitants/km².
Dels 302 habitatges en un 34,1% hi vivien nens de menys de 18 anys, en un 54% hi vivien parelles casades, en un 7,9% dones solteres, i en un 33,1% no eren unitats familiars. En el 27,8% dels habitatges hi vivien persones soles l'11,9% de les quals corresponia a persones de 65 anys o més que vivien soles. El nombre mitjà de persones vivint en cada habitatge era de 2,32 i el nombre mitjà de persones que vivien en cada família era de 2,8.
Per edats la població es repartia de la següent manera: un 25,6% tenia menys de 18 anys, un 6,6% entre 18 i 24, un 31% entre 25 i 44, un 23% de 45 a 60 i un 13,9% 65 anys o més.
L'edat mediana era de 38 anys. Per cada 100 dones de 18 o més anys hi havia 91,5 homes.
La renda mediana per habitatge era de 36.750 $ i la renda mediana per família de 41.696 $. Els homes tenien una renda mediana de 32.955 $ mentre que les dones 22.679 $. La renda per capita de la població era de 16.733 $. Entorn del 3,9% de les famílies i el 5% de la població estaven per davall del llindar de pobresa.

## Poblacions més properes
El següent diagrama mostra les poblacions més properes.